# Bérigny
Bérigny település Franciaországban, Manche megyében. Lakosainak száma 442 fő (2022. január 1.). Bérigny La Bazoque, Litteau, Montfiquet, Cerisy-la-Forêt, Saint-Georges-d’Elle, Saint-Germain-d’Elle, Saint-Jean-d'Elle és Saint-Pierre-de-Semilly községekkel határos.

## Népesség
A település népességének változása:
| Lakosok száma | 372  | 340  | 359  | 363  | 419  | 422  | 425  | 427  | 432  | 442  |
|               | 1968 | 1982 | 1990 | 2006 | 2013 | 2015 | 2017 | 2019 | 2020 | 2022 |